# The Way It Is
The Way It Is ist ein Lied von Bruce Hornsby. Er schrieb das Lied gemeinsam mit seinem Bruder John Hornsby und veröffentlichte es im Mai 1986 mit seiner Band The Range.

## Hintergründe
Über Michael McDonald von den Doobie Brothers kam Anfang der 1980er-Jahre der Kontakt zu Jeff Baxter zustande. Dieser organisierte die Aufnahme eines Demos mit vier Stücken, eines davon The Way It Is. Hornsby, der seine Musik für nicht kommerziell genug hielt, bot es zunächst Windham Hill Records an. Ein Freund von ihm war insbesondere vom Potenzial von The Way It Is überzeugt und gab das Demo Paul Atkinson vom Majorlabel RCA Records, das Hornsby unter Vertrag nahm. Veröffentlicht wurde das Lied im Mai 1986 als Vorabsingle zum gleichnamigen 1986er Album in einer jeweils 4:55 Minuten langen Version, auf der B-Seite befand sich mit The Red Plains ein weiteres Lied aus dem Album. Weiterhin erschien eine Maxi-Single, auf deren B-Seite sich mit The Wild Frontier noch ein Stück des kommenden Studioalbums befand.

## Inhalt
Das Lied beschreibt soziale Probleme in den USA der 1980er-Jahre aus einer kritischen Perspektive, nimmt aber auch Bezug auf die Bürgerrechtsbewegung der 1960er-Jahre und den Civil Rights Act of 1964:

„That's a song about the civil rights era: ‘They passed a law in '64 to give those who ain't got a little more.‘“

„Das ist ein Lied über die Zeit der Bürgerrechte: "Sie haben '64 ein Gesetz erlassen, um denen, die nichts haben, ein bisschen mehr zu geben."“

Der Refrain zitiert zwei gängige Phrasen mit einem resignierenden Unterton, die oft dazu verwendet werden, soziale Ungerechtigkeiten als angeblich unabwendbares Übel zu rechtfertigen („That’s just the way it is“, „Some things’ll never change“). Die letzte Zeile des Refrains widerspricht jedoch diesen Phrasen („Ha, but don’t you believe them“).

„Hornsby: ‚Some things will never change‘ is a statement of resignation, but the most important line in that song is the one that comes after that: „But don't you believe 'em.“ So I've always been about being strong when resignation is a possibility. Trying to pull up from that and have a positive outlook so that things can change.“

„Hornsby: ‚Some things will never change‘ ist eine Aussage der Resignation, aber die wichtigste Zeile in diesem Lied ist die, die danach kommt: „Aber glauben Sie nicht daran.“ Mir ging es also immer darum, stark zu sein, wenn Resignation eine Möglichkeit ist. Ich versuche, mich davon zu erholen und eine positive Perspektive zu haben, damit sich die Dinge ändern können.“

Die erste Strophe beschreibt die Spannungen zwischen Arm und Reich anhand eines Ereignisses in einer Warteschlange bei der Wohlfahrt. Sie thematisiert die konservative Einstellung, sozial Bedürftige würden nur der Allgemeinheit auf der Tasche liegen, anstatt sich einen Job zu suchen. Die zweite Strophe thematisiert in Verbindung mit dem folgenden Refrain die Rassentrennung und dass diese lange damit gerechtfertigt und verteidigt wurde, dass „es eben immer schon so war“. Gleichzeitig weist der fiktive Erzähler damit aber darauf hin, dass Fortschritte in sozialen Fragen eben auch gegen jene, die darauf bestehen „dass es eben immer schon war“, durchgesetzt werden müssen. In der dritten Strophe wird darauf hingewiesen, dass der Civil Rights Act of 1964 zwar einen Sieg für die Bürgerrechtsbewegung darstellt, gleichzeitig wird aber auch daran erinnert, dass ein Gesetz alleine nicht ausreicht, um die Einstellung von Menschen zu ändern.
Der letzte Refrain ist leicht abgeändert; An dessen Ende wird darauf hingewiesen, dass sich tatsächlich niemals etwas an sozialen Problemen ändern wird, wenn man nur auf die Lösung dieser Probleme wartet, anstatt selbst an diesen Lösungen mitzuwirken („That’s just they way it is – it is, when you’re waiting“).

## Verwendung als Titelmelodie
In Großbritannien wurde eine Version des Liedes zum Titellied der Serie City Hospital grob bearbeitet, die auch beim BBC-Sportprogramm Grandstand zu hören war. In Australien war das Lied als Hintergrundmusik bei Nine Networks weekend news sports wrap up zu hören.
In den 1990er und 2000er Jahren verwendete der konservative Moderator Sean Hannity The Way It Is als Vorspannmusik für seine Talk-Radio-Sendung. Nachdem Bruce Hornsby sein Missfallen über Hannitys politische Positionen und die Verwendung seines Liedes ausgedrückt hatte, verwendete Hannity das Lied nicht mehr.

## Rezeption

### Chartplatzierungen
| ChartsChartplatzierungen       | Höchstplatzierung | Wochen |
| ------------------------------ | ----------------- | ------ |
| Deutschland (GfK)              | 16 (18 Wo.)       | 18     |
| Schweiz (IFPI)                 | 15 (8 Wo.)        | 8      |
| Vereinigte Staaten (Billboard) | 1 (22 Wo.)        | 22     |
| Vereinigtes Königreich (OCC)   | 15 (11 Wo.)       | 11     |

| ChartsJahrescharts (1987)      | Platzierung |
| ------------------------------ | ----------- |
| Vereinigte Staaten (Billboard) | 8           |

### Auszeichnungen für Musikverkäufe
| Land/Region                  | Auszeichnungen für Musikverkäufe (Land/Region, Auszeichnung, Verkäufe) | Verkäufe |
| ---------------------------- | ---------------------------------------------------------------------- | -------- |
| Vereinigtes Königreich (BPI) | Gold                                                                   | 400.000  |
| Insgesamt                    | 1× Gold ·                                                              | 400.000  |

## Coverversionen
- 1991: Ulla Meinecke (Das war schon immer so)
- 1992: Melo Mefali
- 1993: Undercover
- 1996: E-40 (Things’ll Never Change)
- 1997: Chameleon
- 1998: Tupac Shakur (Changes)
- 2005: Arvid
- 2006: O’Heller Project (Just the Way It Is)
- 2010: Eric Chase
- 2015: Sharon Robinson
- 2019: Don Diablo (Never Change)